# Jyllands-Posten
Jyllands-Posten [ˈjylænsˌpʌsdn] is een Deens dagblad. Het is het grootste van de drie landelijke ochtendbladen in Denemarken. De hoofdredactie is in Aarhus gevestigd.

## Mohammedcartoons
De krant kwam in het najaar van 2005 internationaal in het nieuws, toen zij cartoons van de tekenaar Kurt Westergaard en anderen publiceerde waarin de profeet Mohammed werd afgebeeld (de cartoons van Mohammed).
Moslims in en buiten Denemarken namen daar aanstoot aan en eisten excuses. De krant schreef in januari 2006 een excuus-verklaring. De Deense premier Anders Fogh Rasmussen verdedigde echter de persvrijheid in zijn land en zei dat er van excuses namens de Deense regering geen sprake kon zijn. 
Ook andere internationale media namen de cartoons over. 